# Barrio Larrañaga
Larrañaga es un barrio de la ciudad de Montevideo (capital de la República Oriental del Uruguay). Se encuentra contiguo al barrio La Blanqueada y La Figurita.

## Ubicación
Se encuentra determinado por cuatro avenidas importantes de la ciudad de Montevideo: Avenida Doctor Luis Alberto de Herrera, Bulevar Artigas, Avenida 8 de Octubre, Av. Gral. José Garibaldi. Conforma la Zona N°4, comprendida por los barrios: La Blanqueada Sur, Congreso de Tres Cruces, Parque Batlle Este, Libertad y Larrañaga.

## Historia
En los comienzos del siglo XX esta zona se caracterizaba por ser descampada, con arroyos y cañadas, muy arbolada y con muy pocas casas quinta. Poco a poco se fueron formando calles desfiguradas y de tierra. El acceso a las casas vecinales era a través de caminos que los fueron formando los propios habitantes de la zona. Su denominación posiblemente este relacionada al entonces Camino Larrañaga, antigua denominación de la Avenida Luis Alberto de Herrera. 

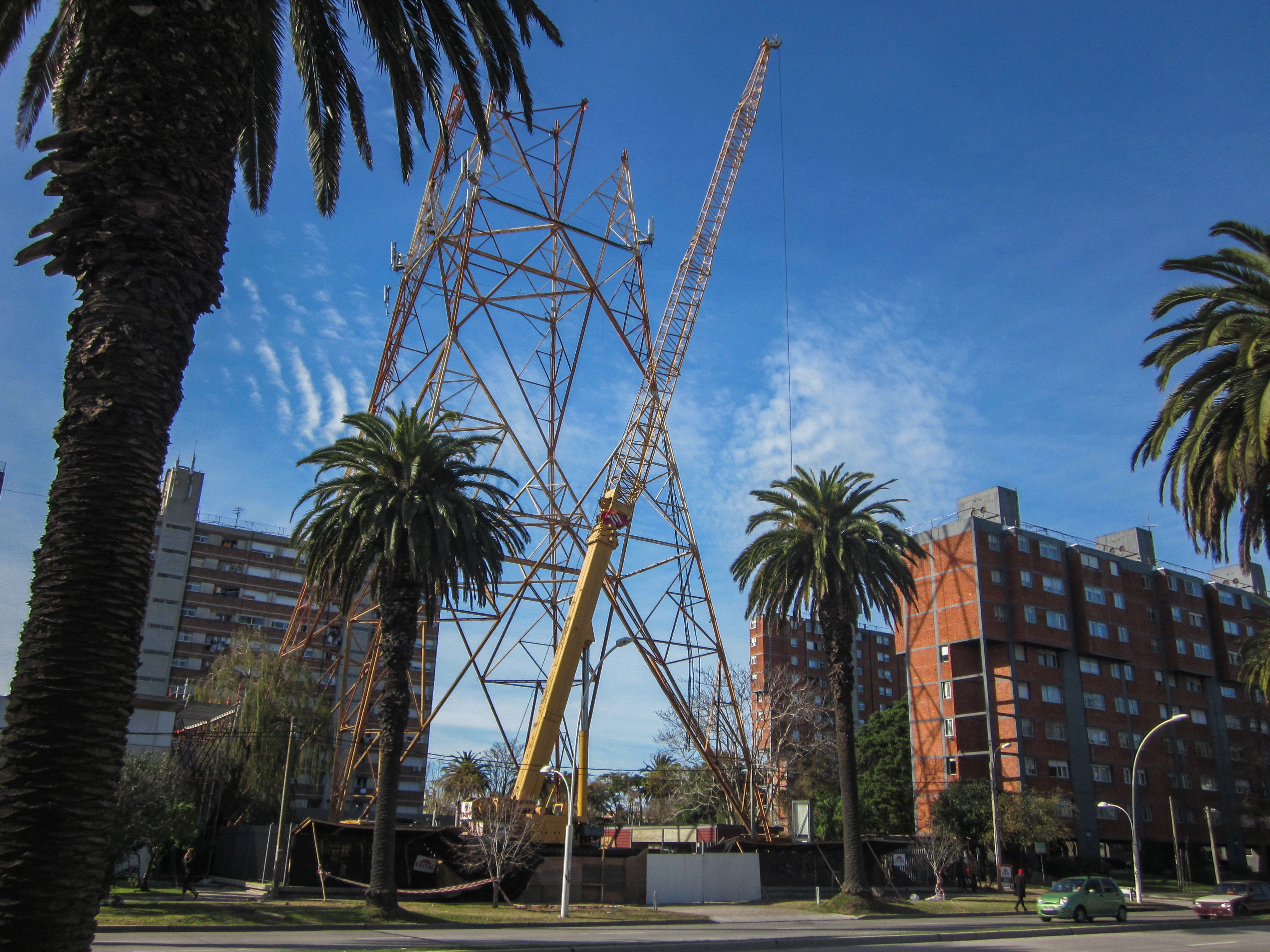
Antigua antena de emisión de Televisión Nacional, desmantelada en 2017.

A mediados de 1920, a partir de la promulgación de la Ley Serrato, impulsada por José Serrato se hizo entrega de préstamos para la construcción de viviendas a través del Banco Hipotecario. Este impulso motivaría a la construcción de nuevas viviendas que de cierto modo formarían progresivamente el barrio. En 1922 comienza a funcionar el Instituto Crandón y en 1923 se instalan los estudios de Radio Sud América  General Electric, la primera emisora radial de Uruguay.  En 1929 se instaló el primer centro de emisión de las radios ofíciales de Uruguay, bajo la tutela del Servicio Oficial de Radiodifusión Radioeléctrica.  En los años sesenta en las inmediaciones del centro de emisión, el SODRE construiría los principales estudios del Canal 5 de Televisión Nacional.

## Espacios públicos
En la zona se encuentran distintos espacios verdes, así como también canchas deportivas, tales son los estadios del club  Urreta y del club modelo, y el centro cultural y deportivo, ubicado en la avenida Luis Alberto de Herrera 3083.
En las inmediaciones está ubicada la plaza John Lennon,  un espacio verde con árboles y juegos de plaza, delimitado por las calles Pedro Vidal, Francisco Rodrigo, José N. Oxilia y Francisco Arrieta.

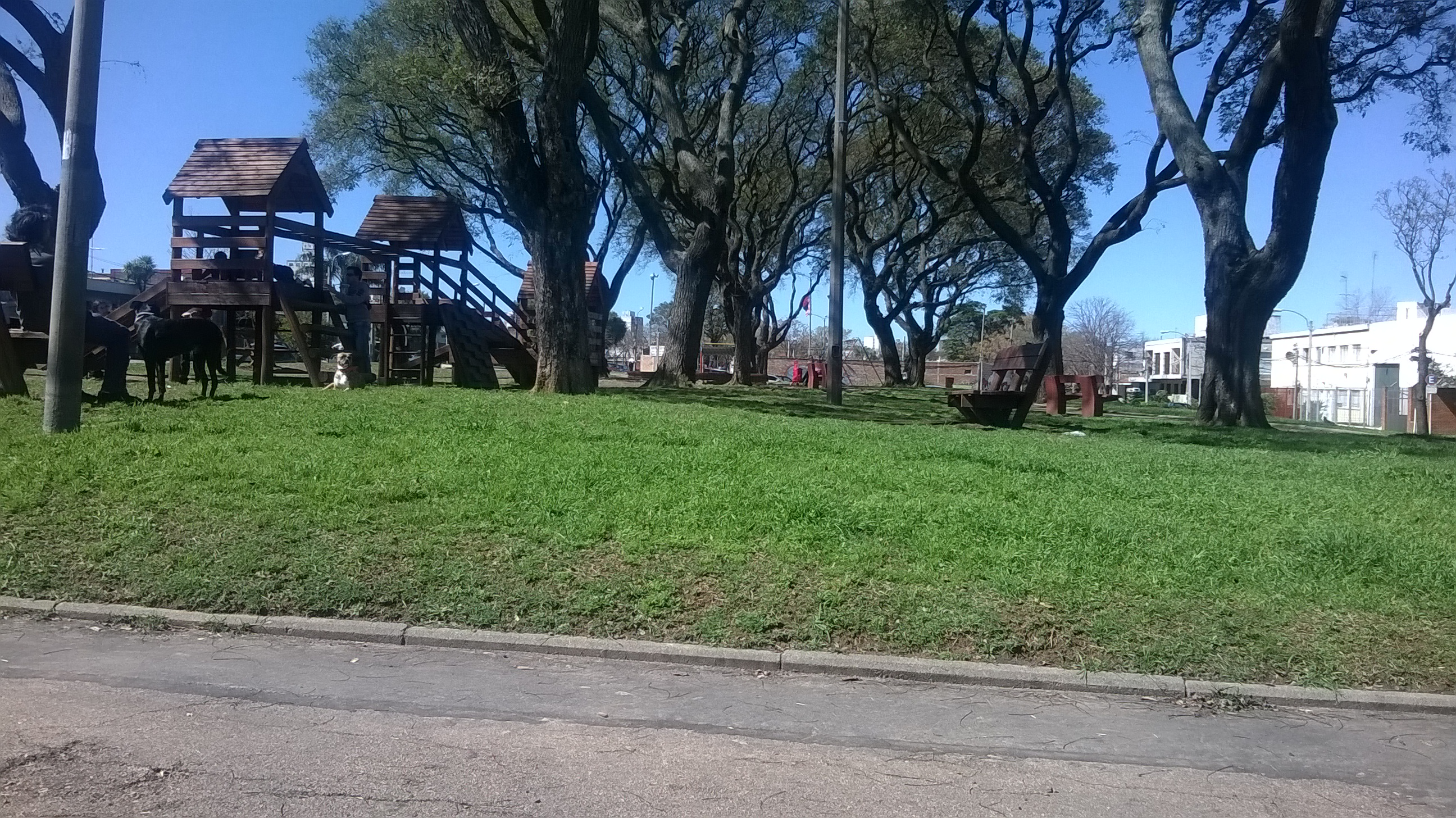
Plaza John Lennon

## Comisión vecinal
El barrio cuenta con una Comisión de Fomento integrada por vecinos y con sede en la calle Altamirano esquina Luis Alberto de Herrera, la misma fue fundada el 4 de septiembre de 1948 con el nombre original de "Comisión de Fomento Edilicio Barrio Bosch y Las Palmas", comenzó a funcionar en la casa de un vecino en la calle Arrieta 3333 y luego se trasladó a la sede del Club Modelo. En 1950 fue reconocida oficialmente por la Intendencia Municipal de Montevideo.

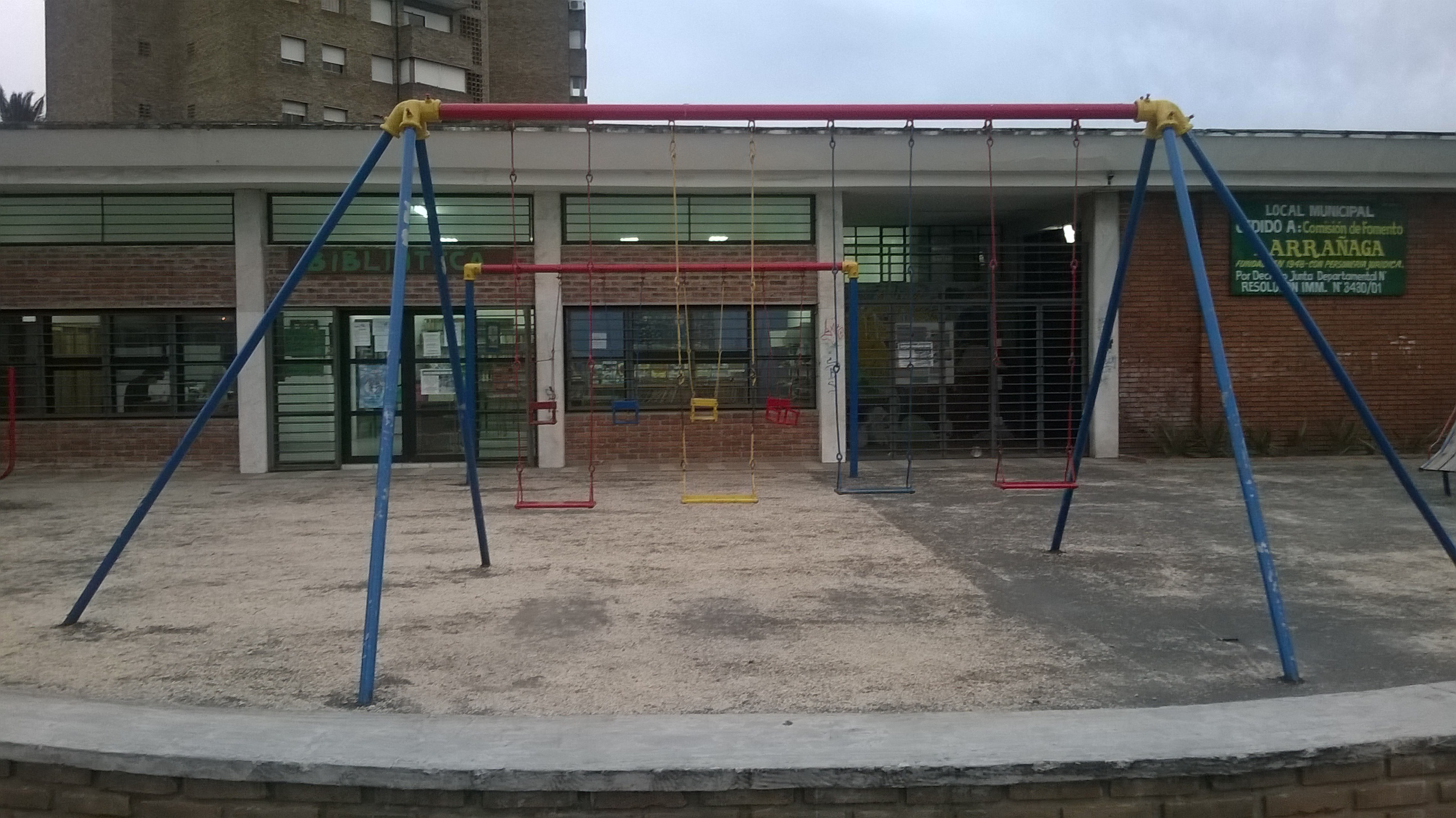
Biblioteca barrial